# Loris Premuda
(Loris Premuda)
Loris Premuda (Montona, 4 gennaio 1917 – Trieste, 17 aprile 2012) è stato un medico e storico della medicina italiano.

## Biografia
Nasce il 4 gennaio 1917 a Montona. L'anno successivo, il padre Guido Premuda, giudice distrettuale, muore a Montona di Spagnola. Nel 1919, all'età di due anni Loris Premuda si trasferisce a Trieste con la madre Noemi Niederkorn, figlia di un direttore didattico in Istria.
Nel 1936 consegue la maturità classica al liceo "Petrarca" di Trieste, dove fu allievo del filosofo Giorgio Fano e del filologo Emilio Bidoni. Nello stesso anno si iscrive alla facoltà di medicina e chirurgia presso l'università di Padova, dove il 29 giugno 1942, si laurea con una tesi in "Clinica dermosifilopatica su ricerche cliniche sulle bartoliniti gonococciche e forme similari" con il professore Mario Truffi.
Il commissario dell'Ospedale Regina Elena gli assegna l'11 luglio 1942 l'incarico di assistente praticante. Premuda era destinato alla 2ª Divisione medica, ma per carenza di personale fu spostato dal direttore Pietro Gall alla sezione uomini della 1ª Divisione medica, diretta dal professor Introna, che si occupava soltanto dei malati di tubercolosi.
Nel febbraio del 1943, a Bologna, sostenne l'esame di stato per l'abilitazione all'esercizio professionale con i docenti Antonio Gasbarrini, Gerardo Fogni e Luigi Bacialli. Tra il 1942 e il 1943 frequentò a Padova, come medico interno, l'istituto di anatomia e istologia patologica.
Il 7 aprile 1943 inaugurò il suo studio privato in via Ugo Foscolo 27, in un appartamento al secondo piano. Durante la sua attività di medico privato ebbe l'occasione di entrare in amicizia sia con famiglie prestigiose triestine, che con uomini e donne di basso livello sociale e modeste condizioni economiche.
Il 9 giugno 1944 consegue il diploma di specializzazione in malattie dell'apparato respiratorio presso la clinica medica dell'università di Padova, diretta da Pio Bastai, con una tesi "Sull'uso di alcuni metalli nella cura della tubercolosi polmonare".

Nel 1946 partecipa al concorso, bandito dalla commissione ospedaliera per titoli ed esami, per un posto di assistente di medicina, classificandosi al 1º posto su 41 concorrenti con un punteggio di 197 su 200 così suddiviso: nell'esame dei titoli, 97 su 100; nella prova scritta, 50 su 50; alla prova orale, 50 su 50. Tra i titoli presentati oltre a quelli del professor G.B. Zanetti e del primario Enrico Ferrari, vi era anche quello del primario Adriano Sturli che lo aveva definito in questo modo: 
(Adriano Sturli)
Partecipa anche al concorso per titoli e per esami per la posizione di aiuto di medicina generale piazzandosi al 3º posto su 17 concorrenti, con un punteggio di 186,5 su 200 così suddivisi: nell'esame dei titoli 86,5 su 100, nella prova scritta di cultura che riguardava l'angina pectoris e altre forme simili, 30 su 30, nella prova clinica sul malato, 50 su 50, nella prova di anatomia patologia e laboratorio, 17.5 su 17.5 e nella prova orale di igiene ospedaliera voti 2.5 su 2.5. Fu nominato, dopo nemmeno 5 anni di laurea, aiuto di ruolo in medicina generale con effetto 15 maggio 1947. Divenne così aiuto di Adriano Sturli e fu affidato alla 2ª Divisione medica.
Dal luglio 1945 al febbraio 1946 fu chiamato a svolgere la funzione di tisiatra, cioè specialista in malattie polmonari, presso l'ambulatorio specialistico della Cassa provinciale in via della pietà 5. Per l'anno scolastico 1946-1947 presentò domanda per il servizio di medico scolastico e dal 1º novembre 1946 iniziò a svolgere questa attività.
Cultore della figura di Augusto Murri iniziò ad appassionarsi all'antropologia criminale di diritto penitenziario e di letteratura sul mondo carcerario. Iniziò a prendere contatto con l'istituzione penitenziaria, per conoscerla non solo teoricamente. Si specializzò all'istituto di medicina legale a Padova il 15 novembre 1948 con il professore Rinaldo Pellegrini e il 26 giugno del 1950 e fu inserito nell'albo dei consulenti tecnici del tribunale di Trieste.

### L'allontanamento dall'ospedale e l'inizio della carriera universitaria: Ferrara
Dopo quasi un decennio di attività ospedaliera nel 1952 Loris Premuda decide di abbandonarla per dedicarsi alla libera docenza in Storia della medicina. La decisione di tale cambiamento è dovuta soprattutto a stimoli di natura intellettuale: in lui non si erano mai spenti tutti quei richiami alla cultura classica e ad un'investigazione filosofica che si portava dietro dal liceo classico. Così giustificò tale cambiamento:
(Loris Premuda)
La fine della guerra gli diede l'opportunità di riprendere i rapporti, sia diretti che indiretti tramite lettere, con studiosi di Storia della Medicina. Nel 1940 iniziò con Adalberto Pazzini, professore di Storia della medicina presso La Sapienza - Università di Roma, un rapporto epistolare, che si interruppe per diversi anni, per poi riprendere nel 1946. Nel 1944 iniziò un rapporto epistolare con Nicola Latronico, professore all'università di Milano, con cui mantenne rapporti di amicizia fino alla sua morte.
Acquistò tra Trieste, Padova e Venezia molteplici volumi che trattavano di argomenti "Storico-Medici". Nella seconda metà del 1945 acquistò a Firenze quasi tutta la collezione della "Rivista critica di Storia delle scienze mediche e naturali".
Nel 1946 fu organizzato a Trieste il "1º Convegno Medico Giuliano" dall'associazione medica triestina, di cui Premuda era segretario. Al convegno, che si tenne tra le giornate del 15 e 16 settembre 1946, parteciparono illustri personaggi dell'ambiente medico e non, tra i quali Pazzini e Arturo Castiglioni.
Nel giugno del 1947 scrisse, in vista del concorso per la libera docenza, un volume di 180 pagine con il titolo " L'olimpo medico dell'antica Roma".
Nello stesso anno uscì il bando per le libere docenze e tra queste c'era anche Storia della medicina, a cui Loris partecipò. L'esame era composto da due prove: la prima consisteva nella discussione dei titoli presentati; per la seconda era necessario portare a termine un saggio di cultura specifica della materia. Infine per la prova didattica, una lezione di 45 minuti da svolgere il giorno dopo, si poteva scegliere tra due temi proposti dalla Commissione: la Scuola Medica Salernitana o la medicina Ippocratica. Loris per la sua prova decise di trattare quest'ultimo argomento.
Nel settembre del 1948 gli fu rilasciato tale giudizio: 
Dopo l'esame Loris rimase a Roma per altri due giorni per salutare Pazzini e altri colleghi. Sulla via del ritorno aveva già premeditato una sosta a Ferrara.

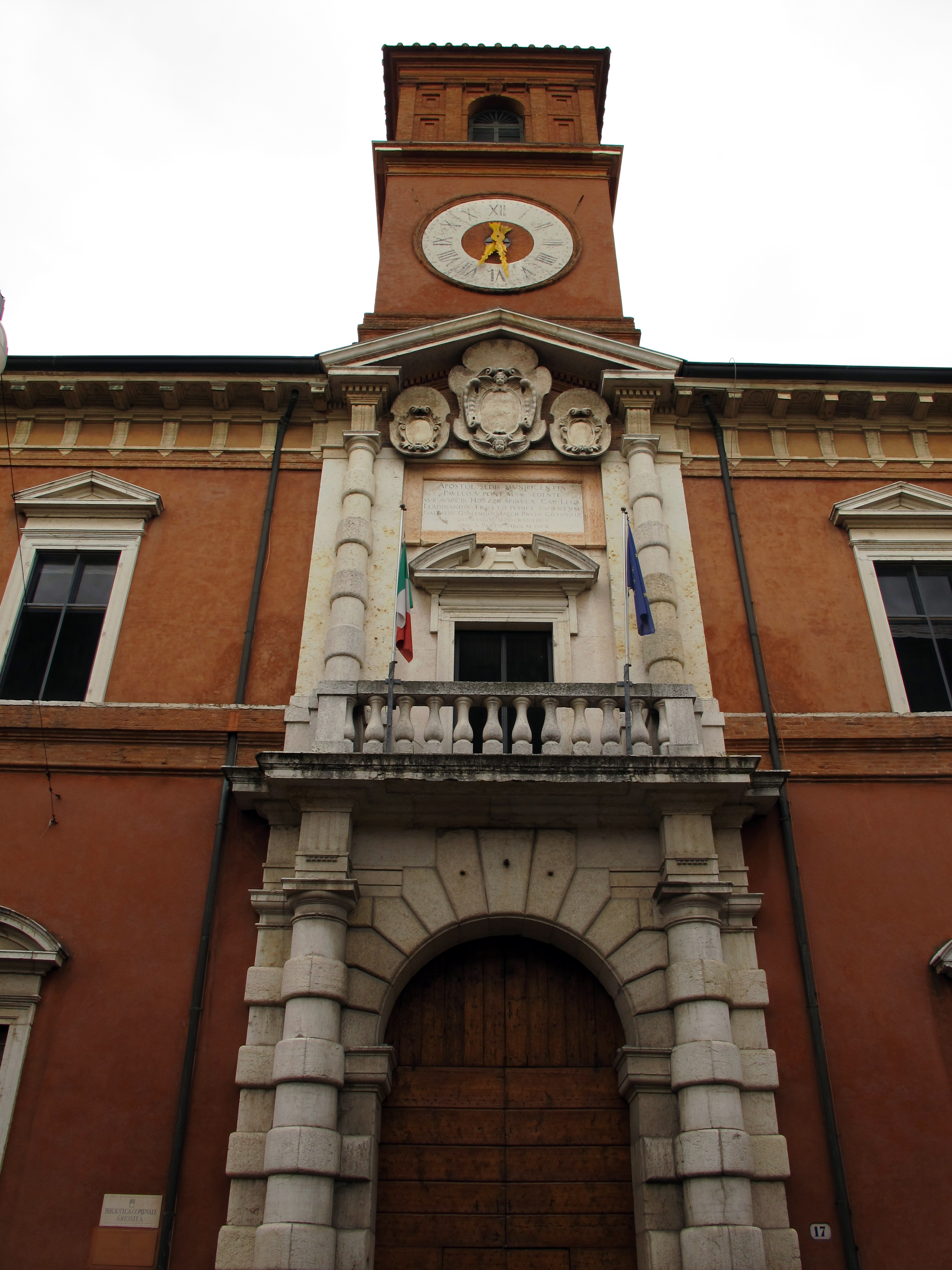
Palazzo Paradiso

A Ferrara si recò alla sede centrale dell'università, situata a via delle scienze a Palazzo Paradiso per depositare la sua libera docenza, ponendo così le basi della sua carriera universitaria. La sua richiesta fu accettata e nel 1949 tenne la sua prima lezione di un corso libero, una prolusione , sul tema: "essenza e obiettivi di un insegnamento storico".
Nelle successive lezioni trattò dei grandi maestri dello studio ferrarese, dedicò alcune lezioni alla storia dell'anatomia, dell'anatomia patologica e della semeiotica. Tutti e 3 i corsi liberi che tenne fino al 1951 furono sempre seguiti con molto entusiasmo e interesse dagli studenti, e anche da qualche professore. Il Consiglio di Facoltà, il 21 novembre 1950, dopo due anni dall'inizio dei corsi liberi, propose l'introduzione dell'insegnamento della Storia della medicina tra le materie complementari della facoltà. Il 1º febbraio 1951 la prima sezione del Consiglio superiore della pubblica istruzione espresse all'unanime parere favorevole sulla proposta.
Il 10 settembre dello stesso anno il Consiglio di Facoltà deliberò con voto unanime l'assegnazione a Loris del ruolo di professore in Storia della medicina, i cui corsi iniziarono nell'anno accademico 1951-1952. La materia fu collocata tra quelle consigliate per il quarto anno.
Nel 1955 gli fu rilasciato a Ferrara, un certificato di riconoscimento dal Consiglio di Facoltà per la sua attività, dove era sottolineato l'impegno e l'entusiasmo con cui Loris aveva svolto il suo lavoro, suscitando anche interesse nei giovani. Oltre all'attività didattica egli ha svolto anche un'intensa attività di studio con oltre 115 pubblicazioni tra sue e dei suoi allievi.

### Padova

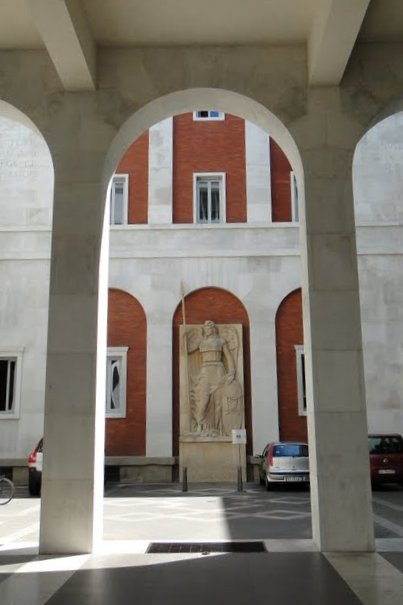
Entrata dell'Università degli Studi di Padova

Padova benché contasse sette secoli di storia alle spalle, e fosse considerata il centro di nascita della medicina moderna, finin dal 1935 era sprovvista dell'insegnamento di Storia della medicina, anno di ritiro del Prof. Castiglioni.
L'introduzione di una nuova materia come Storia della medicina era controversa. Nonostante fosse ben vista dal Preside e da alcuni professori della facoltà, una frangia era convinta che la medicina stesse nascendo in quel periodo con le scoperte di quel tempo. Grazie all'aiuto di Roncato e Meneghetti, professori dell'ateneo patavino, nel 1954 iniziò l'incarico di insegnamento della stessa materia all'università di Padova, ove divenne professore ordinario dal 1968 fino al 1992.
Iniziò le lezioni il 21 gennaio 1955 nell'anfiteatro di anatomia patologica. La prima lezione prevedeva solo la determinazione dei concetti base e delle problematiche che si sarebbero affrontate durante il corso. Successivamente iniziò la trattazione del pensiero medico classico; inoltre gli fu possibile leggere e commentare passi di diversi testi di Ippocrate: gli Aforismi, gli Epidemiorum libri e del Morbo Sacro, l'odierna epilessia.
Nello stesso anno presentò alla casa editrice CEDAM le cartelle dattiloscritte sui "problemi della medicina in relazione alla Metodologia e alla scienza".
Il 1º novembre del 1957 venne creato un "Istituto di Storia della Medicina" assegnato a Loris Premuda. Nel 1965 l'istituto prese possesso della sezione antica della biblioteca Medica Pinali. Disponendo di una stanza per la segreteria, di uno studio per il direttore, una sala di lettura, uno stanzino per le attrezzature scientifiche e uno per i servizi igienici, due ampi saloni in cui venne custodito l'ingente materiale.
Rimaneva inoltre all'istituto, la sua sede primitiva e uno scantinato. Nella sezione antica sono custoditi 117 manoscritti di singolare valore, 481 edizioni del XVI secolo e infine più di 20.000 opere di biologia e medicina dei secoli passati. La biblioteca dell'"Istituto di Storia della Medicina " è il frutto di un lavoro di scelta e ricerca compiuto tra il 1965 e il 1992.
La dotazione di cui dispose fu usata fino al 1992, anno della quiescenza di Premuda, interamente per l'acquisto di opere storico-mediche italiane e straniere: un totale di circa 2.000 volumi tra cui 15 enciclopedie, dizionari enciclopedici, collezioni complete delle più importanti riviste nazionali e internazionali di Storia della medicina, della biologia e filosofia della scienza. Si creò una fototeca, una cineteca e inoltre l'istituto si adoperò per l'acquisto di apparecchiature per la riproduzione fotografica di film e la lettura di microfilm.
L'istituto promosse anche un'attività editoriale che si concretizzò con pubblicazioni di monografie o libri scritti dai suoi allievi e di un sunto di tutte le sue attività, in 5 volumetti dal titolo "L'istituto di Storia della medicina dell'Università di Padova". Di fondamentale importanza fu la pubblicazione di "Acta Medicae Historiae Patavina", che continuò per 37 anni e che comprendeva ricerche sia fatte da Loris Premuda che dai suoi allievi, ma anche relazioni tenute da storici della medicina sia stranieri che italiani.
Premuda scrisse oltre 400 fra libri storico-scientifici, monografie e pubblicazioni. Nel corso della sua lunga carriera è stato invitato da università italiane e straniere a tenere lezioni e seminari. Si recò nelle università di Zurigo, Berna, Amsterdam, Leida, Vienna, Monaco di Baviera, Tubinga, Bonn, Colonia, Düsseldorf, Amburgo, Kiel, Heidelberg, Francoforte sul Meno, Ingolstadt, Zagabria, Ragusa e in quelle di tutta Europa e al di fuori dell'ex Unione Sovietica.
Ha ricevuto onorificenze e medaglie da parte di università e società scientifiche, tra le quali la "medaglia d'oro Rinecker" dall'Università di Würzburg e la medaglia d'argento dell'università di Leida.. Fu socio onorario di accademie e società scientifiche italiane ed europee.
È deceduto a Trieste il 17 aprile 2012 all'età di 95 anni.

## Scritti principali
- Sanità e personaggi nell'Istria veneto-asburgica, Trieste, Ars Libera, 2011
- Una vita, un ideale, Trieste, Scenario, 2007
- Medicina tra realtà e storia, memorie in libertà di un medico mitteleuropeo, Marsilio editori, 2003.
- La scuola medica ferrarese attraverso i tempi, Milano, A. Cordani
- Giovan Battista Morgagni, Nova institutionum medicarum idea, versione italiana e introduzione di Loris Premuda, Padova, La garangola, 1982
- Metodo e conoscenza da Ippocrate ai nostri giorni, Cedam Padova, 1971
- Gli aspetti scientifici della medicina ippocratica, Milano, 1965
- Aspetti medici nell'opera di Dante, Milano, Editrice Sigurta farmaceutici, 1965
- Atomismo filosofico e medicina nella cultura greco-romana : Lucrezio e Asclepiade, Milano, 1966
- Storia della Medicina, Cedam Padova, 1960